# Operación Wintergewitter
La operación Wintergewitter (en alemán: Unternehmen Wintergewitter, lit. 'Operación Tormenta de Invierno') fue una ofensiva alemana desarrollada durante la Segunda Guerra Mundial, cuando en diciembre de 1942 fuerzas de la Wehrmacht alemana trataron vanamente de romper el cerco establecido por el Ejército Rojo sobre el 6.º Ejército alemán en la batalla de Stalingrado.
A finales de noviembre de 1942, el Ejército Rojo había completado la operación Urano, rodeando a unos 300 000 miembros del Eje en la ciudad de Stalingrado y sus alrededores. Las fuerzas alemanas dentro de la bolsa de Stalingrado y directamente fuera se reorganizaron (22 de noviembre de 1942) en el Grupo de Ejércitos Don y, Hitler, las puso directamente al mando del mariscal de campo Erich von Manstein. El Ejército Rojo continuó asignando tantos recursos como fue posible a la operación Saturno planificada para aislar al Grupo de Ejércitos A del resto del Ejército Alemán. Para remediar la situación, la Luftwaffe intentó abastecer a las fuerzas alemanas en Stalingrado a través de un puente aéreo. Cuando la Luftwaffe fracasó y se hizo evidente que una fuga solo podía tener éxito si se iniciaba lo antes posible, Manstein decidió un esfuerzo de socorro.
Originalmente, a Manstein se le prometieron cuatro divisiones panzer. Debido a la renuencia alemana a debilitar ciertos sectores del cada vez más amenazado frente, mediante el redespliegue de unidades alemanas, la tarea de abrir un corredor al 6.º Ejército alemán rodeado recayó en el 4.º Ejército Panzer del general Hermann Hoth. La fuerza alemana se enfrentó a varios ejércitos soviéticos encargados de la destrucción de las tropas rodeadas y su ofensiva alrededor de la parte baja del río Chir.
La ofensiva alemana tomó por sorpresa al Ejército Rojo y logró grandes avances el primer día. Las fuerzas de vanguardia disfrutaron del apoyo aéreo y derrotaron los contraataques de las tropas soviéticas. El 13 de diciembre, la resistencia soviética había frenado considerablemente el avance alemán. Aunque las fuerzas alemanas tomaron el área que rodea Verkhne-Kumskiy, el Ejército Rojo lanzó la Operación Pequeño Saturno el 16 de diciembre y aplastó al 8.° Ejército italiano en el flanco izquierdo del Grupo de Ejércitos Don, amenazando la supervivencia de la fuerza de Manstein. A medida que aumentaba la resistencia y las bajas, este apeló a Hitler y al comandante del 6.º Ejército alemán, el general Friedrich Paulus, para que permitieran que el 6.º Ejército escapara de Stalingrado; ambos se negaron. Entre el 18 y el 19 de diciembre, el 4.° Ejército Panzer continuó su intento de abrir un corredor al 6.° Ejército, pero no pudo hacerlo sin la ayuda de las fuerzas alemanas cercadas en Stalingrado. Manstein canceló el asalto el 23 de diciembre y en la víspera de Navidad, el 4.º Ejército Panzer comenzó a retirarse a sus posiciones iniciales. Debido al fracaso del 6.º Ejército para escapar del cerco soviético, el Ejército Rojo pudo continuar con la destrucción de las fuerzas alemanas en Stalingrado.

## Antecedentes

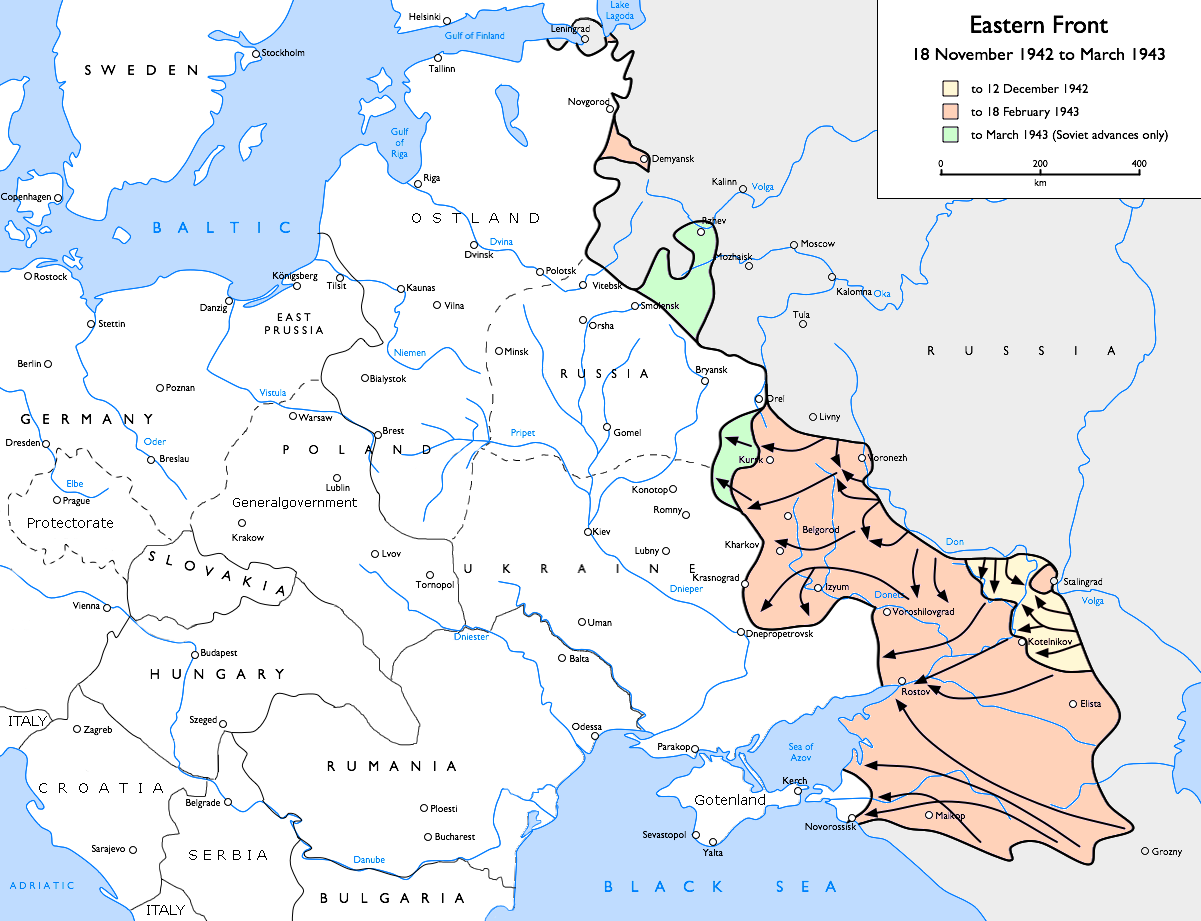
El Frente Oriental entre el 19 de noviembre de 1942 y el 1 de marzo de 1943

El 23 de noviembre de 1942 el Ejército Rojo cerró el cerco de las fuerzas del Eje en Stalingrado. Casi 300 000 soldados alemanes y rumanos quedaron atrapados en la ciudad y en las cercanías de la ciudad por aproximadamente 1,1 millones de efectivos soviéticos. Adolf Hitler nombró al mariscal de campo Erich von Manstein como comandante de un nuevo Grupo de Ejércitos Don. Compuesto por el 4.º Ejército Panzer y el 6.º Ejércitos alemanes, así como por el Tercer y el Cuarto Ejércitos rumanos, el nuevo grupo de ejércitos de Manstein estaba situado entre los Grupos de ejércitos A y B alemanes. En lugar de intentar una fuga inmediata, el alto mando alemán decidió que las fuerzas atrapadas permanecerían en Stalingrado y resistir. Las fuerzas alemanas rodeadas debían ser abastecidas por aire, lo que requería aproximadamente 680 toneladas de suministros por día. La flota de 500 aviones de transporte de la Luftwaffe fue insuficiente para la tarea. Muchos de los aviones apenas se podían reparar debido al duro invierno soviético; a principios de diciembre, más aviones de carga alemanes fueron destruidos en accidentes que por aviones de combate soviéticos. El 6.º Ejército recibió menos del 20 % de sus necesidades diarias. Además, los alemanes todavía estaban amenazados por las fuerzas soviéticas que aún controlaban partes de la orilla occidental del río Volga en Stalingrado.
Dado el tamaño inesperado grande de las fuerzas alemanas cercadas en Stalingrado, el 23 de noviembre la Stavka (Alto Mando de las Fuerzas Armadas soviéticas) decidió fortalecer el cerco exterior preparándose para destruir las fuerzas del Eje atrapadas. El 24 de noviembre, varias unidades soviéticas comenzaron a atrincherarse contra posibles incursiones alemanas desde el oeste. Los soviéticos también reforzaron las fuerzas de cerco para evitar una fuga del 6.º Ejército y otras unidades del Eje. Esto ató a más de la mitad de la fuerza del Ejército Rojo en el área. La planificación de la Operación Saturno comenzó el 25 de noviembre y su objetivo más inmediato era destruir el 8.º Ejército italiano y cortar las comunicaciones entre las fuerzas alemanas al oeste del río Don, para así cercar  las tropas alemanas que operaban en el Cáucaso. También comenzó la planificación de la operación Koltso (Anillo), cuyo objetivo era reducir las fuerzas alemanas en la bolsa de Stalingrado.
Cuando concluyó la Operación Urano, las fuerzas alemanas dentro del cerco eran demasiado débiles para intentar una fuga por su cuenta. La mitad de sus restantes blindados se había perdido durante la lucha defensiva y además había una grave falta de combustible y municiones para los vehículos supervivientes, dado que la Luftwaffe fue incapaz de proporcionar un suministro aéreo adecuado. Manstein propuso un contraataque para romper el cerco soviético de Stalingrado, cuyo nombre en código era operación Tormenta de Invierno (Unternehmen Wintergewitter). Manstein creía que, debido a la incapacidad de la Luftwaffe para abastecer a las tropas alemanas y rumanas en Stalingrado, se estaba volviendo más importante relevarlos «en la fecha más temprana posible». El 28 de noviembre Manstein envió a Hitler un informe detallado sobre la situación del Grupo de Ejércitos Don, el cual incluida la fuerza del cercado 6.º Ejército y una evaluación de las municiones para la artillería alemana dentro de la ciudad. La terrible situación estratégica hizo que Manstein dudara de que la operación de socorro pudiera esperar para recibir todas las unidades destinadas a la ofensiva.
La Stavka pospuso la operación Saturno hasta el 16 de diciembre, mientras las fuerzas soviéticas luchaban por despejar de defensores alemanes la orilla derecha del río Chir. La ofensiva del Ejército Rojo en el área comenzó el 30 de noviembre e involucró a alrededor de 50 000 soldados, lo que obligó a Manstein a utilizar el XXXXIIX Cuerpo Panzer para mantener el área. El 5.º Ejército de Tanques fue reforzado con el nuevo 5.º Ejército de Choque, extraído de las formaciones existentes de los Frentes Sudoeste y de Stalingrado; el 5.° Ejército de Tanques totalizó casi 71 000 hombres, 252 tanques y 814 cañones. La ofensiva soviética logró inmovilizar al 48.º Cuerpo Panzer, originalmente elegido para liderar uno de los principales ataques contra el cerco soviético. Los soviéticos fueron advertidos del inminente asalto alemán cuando descubrieron que la 6.ª División Panzer descargaba en la ciudad de Morozovsk y retuvieron a varios ejércitos del ataque en la parte baja del río Chir para prepararse para un posible intento de fuga de las fuerzas alemanas dentro de Stalingrado.

## Preparativos

### Preparativos alemanes

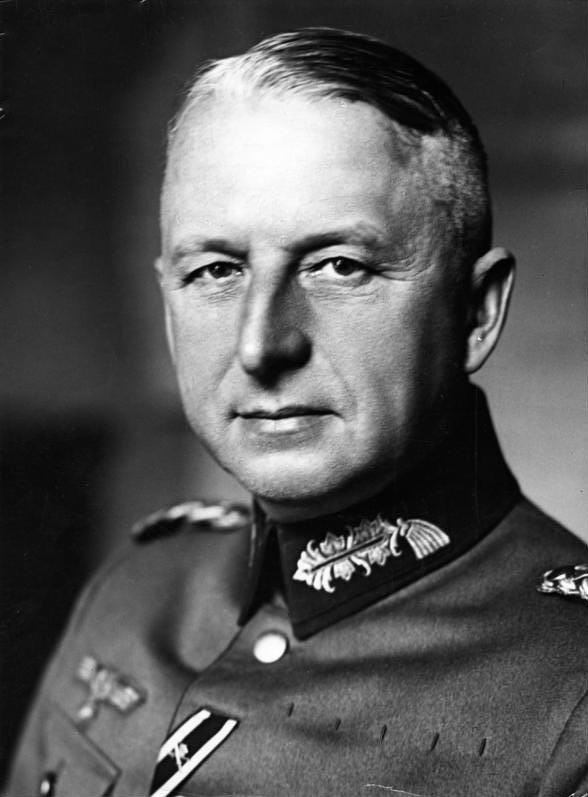
Mariscal de campo Erich von Manstein, comandante del Grupo de Ejércitos Don durante la ofensiva

La operación de socorro originalmente estaba programada para incluir el LVII Cuerpo Panzer del 4.º Ejército Panzer, bajo el mando del general Friedrich Kirchner, en el cual estaban incluidas las 6.º y 23.º divisiones Panzer, y el Destacamento de Ejército Hollidt, que consta de tres divisiones de infantería y dos divisiones blindadas (las 11.º y 22.º divisiones Panzer). En total, se esperaba que cuatro divisiones panzer, cuatro divisiones de infantería y tres divisiones de campo de la Luftwaffe participaran en la ofensiva. La cual tendrían la tarea de abrir temporalmente un pasaje al 6.º Ejército. Las divisiones de campo de la Luftwaffe, formadas por soldados que no son de combate, sino por personal del cuartel general, de la Luftwaffe y del Heer no asignados a otras unidades, estaban mal entrenadas y carecían de oficiales experimentados y soldados alistados, así como de suficientes armas antitanque y de artillería. Gran parte del personal prometido para el esfuerzo de socorro nunca llegó, en parte debido a las difíciles condiciones de transporte al frente, mientras que algunas unidades elegidas originalmente para ser transferidas bajo el mando del Grupo de Ejércitos Don fueron retenidas por sus mandos originales. Otras unidades del Grupo de Ejércitos Don no estaban en condiciones de realizar operaciones ofensivas, debido a las pérdidas sufridas en el último mes de combate, mientras que muchas nuevas formaciones que se habían prometido no llegaron a tiempo.
Por otro lado, la 11.ª División Panzer era una de las divisiones acorazadas alemanas más completas del Frente Oriental ya que acababa de ser transferida fuera de la reserva del Ejército alemán. La 6.ª División Panzer también estaba completa porque había sido transferida al control de Manstein desde Europa Occidental. Sin embargo, la disponibilidad de la 11.ª División Panzer se vio comprometida cuando los soviéticos lanzaron su ofensiva contra las fuerzas en el área inferior del río Chir, ya que esto obligó al Destacamento del Ejército Hollidt a pasar a la defensiva. Debido a esto, y porque Manstein creía que un ataque que se originara en la posición del Destacamento del Ejército Hollidt sería demasiado evidente, el mariscal de campo alemán decidió utilizar el 4.º Ejército Panzer y el LVII Cuerpo Panzer como componentes principales de la operación de socorro Sin embargo, a pesar de los intentos de los alemanes de fortalecerse para la ofensiva, su posición a lo largo de la parte baja del río Chir se volvió extremadamente débil; el avance soviético solo se vio mitigado por la llegada de la 11.ª División Panzer, que pudo destruir la mayor parte de dos brigadas de tanques soviéticas. En consecuencia, el XLVIII Cuerpo Panzer se vio envuelto en las batallas defensivas por el río Chir, mientras los soviéticos intentaban invadir el aeródromo de Tatsinskaya (que se utilizaba para reabastecer por aire a las fuerzas alemanas en Stalingrado).
Aunque el LVII Cuerpo Panzer fue entregado a regañadientes al Grupo de Ejércitos Don, por el Grupo de Ejércitos A, se ordenó a la 17.ª División Panzer que regresara a su área original de concentración y no se preparó para regresar al Grupo de Ejércitos Don hasta diez días después de haber sido requerido. A la luz de los problemas para reunir fuerzas suficientes y viendo que los soviéticos estaban concentrando más medios mecanizados en el río Chir, Manstein decidió lanzar la operación utilizando únicamente las unidades que tenía disponibles del 4.º Ejército Panzer. Esperaba que el 6.º Ejército lanzara una ofensiva propia, desde el lado opuesto, al recibir la señal en código Trueno.  Estaba apostando a que Hitler aceptaba que el único método plausible para evitar la desaparición del 6.º Ejército era permitiendo que escapara, y asumió que el general Paulus estaría de acuerdo en ordenar a sus fuerzas que rompieran el cerco y se unieran a sus tropas. El 10 de diciembre, le comunicó a Paulus que la operación de socorro comenzaría en 24 horas.

### Preparativos soviéticos
A los efectos de la operación Urano, el mariscal de la Unión Soviética Gueorgui Zhúkov desplegó once ejércitos soviéticos. En un esfuerzo por reforzar las capacidades ofensivas del Frente de Stalingrado, se enviaron más de 420 tanques, 111 000 soldados y 556 cañones de artillería sobre el río Volga en un período de solo tres semanas. El Ejército Rojo y la Fuerza Aérea soviética pudieron acumular más de un millón de soldados, 13 500 cañones de artillería, 890 tanques y 1100 aviones de combate, organizados en sesenta y seis divisiones de fusileros, cinco cuerpos de tanques, catorce brigadas de tanques, una sola brigada mecanizada, un cuerpo de caballería, y 127 regimientos de artillería y morteros. Cuando se cerró el cerco y los soviéticos continuaron con operaciones secundarias, el 51.º Ejército se colocó en el borde del cerco exterior con 34 000 hombres y 77 tanques. Al sur de ellos estaba el 28.º Ejército, con 44 000 soldados, 40 tanques y 707 cañones de artillería y morteros. Al mismo tiempo, el Ejército Rojo comenzó a acumular las fuerzas necesarias para la operación Saturno, en la que apuntaría a aislar y destruir el Grupo de Ejércitos A alemán en el Cáucaso.

## Desarrollo de las operaciones

### Avance inicial; del 12 al 13 de diciembre

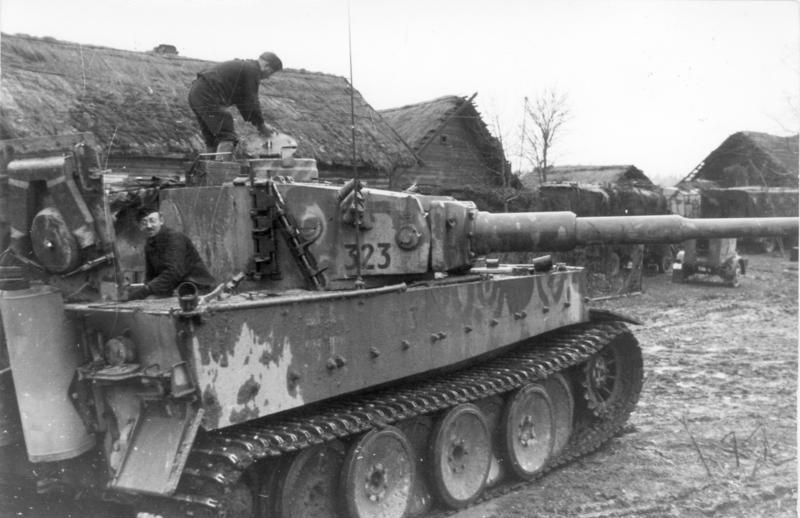
Se desplegó un batallón de tanques Tiger I en el Grupo de Ejércitos Don para apoyar el avance alemán hacia Stalingrado.

El 12 de diciembre de 1942 el LVII Cuerpo Panzer del 4.º Ejército Panzer comenzó su avance hacia el noreste hacia las fuerzas alemanas atrapadas en la bolsa de Stalingrado. Las 6.º y 23.º divisiones Panzer lograron grandes avances, sorprendiendo al Ejército Rojo y amenazando la retaguardia del 51.º Ejército. El avance alemán iba a ser encabezado por el 503.º Batallón Panzer Pesados equipado con tanques Tiger I, pero la unidad no inición su camino al Frente Oriental hasta el 21 de diciembre de 1942 y no entró en batalla hasta principios de enero de 1943, a lo largo del río Manytsch. Al principio, Winterstorm avanzó rápidamente, incluso algunas unidades pudieron avanzar hasta 60 km el primer día. La sorpresa inicial ayudó a los alemanes, ya que la Stavka no esperaba que la ofensiva alemana comenzara tan pronto, mientras que el general Aleksandr Vasilevski no pudo separar al 2.° Ejército de Guardias de los combates y usarlo como fuerza de bloqueo contra las puntas de lanza de Manstein.
La 6.ª División Panzer pudo capturar intacta a parte de la artillería soviética. La resistencia soviética disminuyó notablemente después de que las 6.º y 23.º divisiones Panzer invadieran el cuerpo principal de la infantería rusa. La 302.ª División de Fusileros del 51.º Ejército fue fuertemente atacada a finales del 12 de diciembre. Aunque la infantería soviética reforzó rápidamente las aldeas situadas en el camino del avance alemán, la caballería del Ejército Rojo en el área estaba exhausta por semanas de combate y era incapaz de oponer una resistencia seria. A pesar de las ganancias iniciales, el LVII Cuerpo Panzer no pudo obtener ninguna victoria decisiva. También hubo informes de una fuerte presión ejercida contra la 23.ª División Panzer, a pesar de los avances logrados en el primer día de la ofensiva alemana.

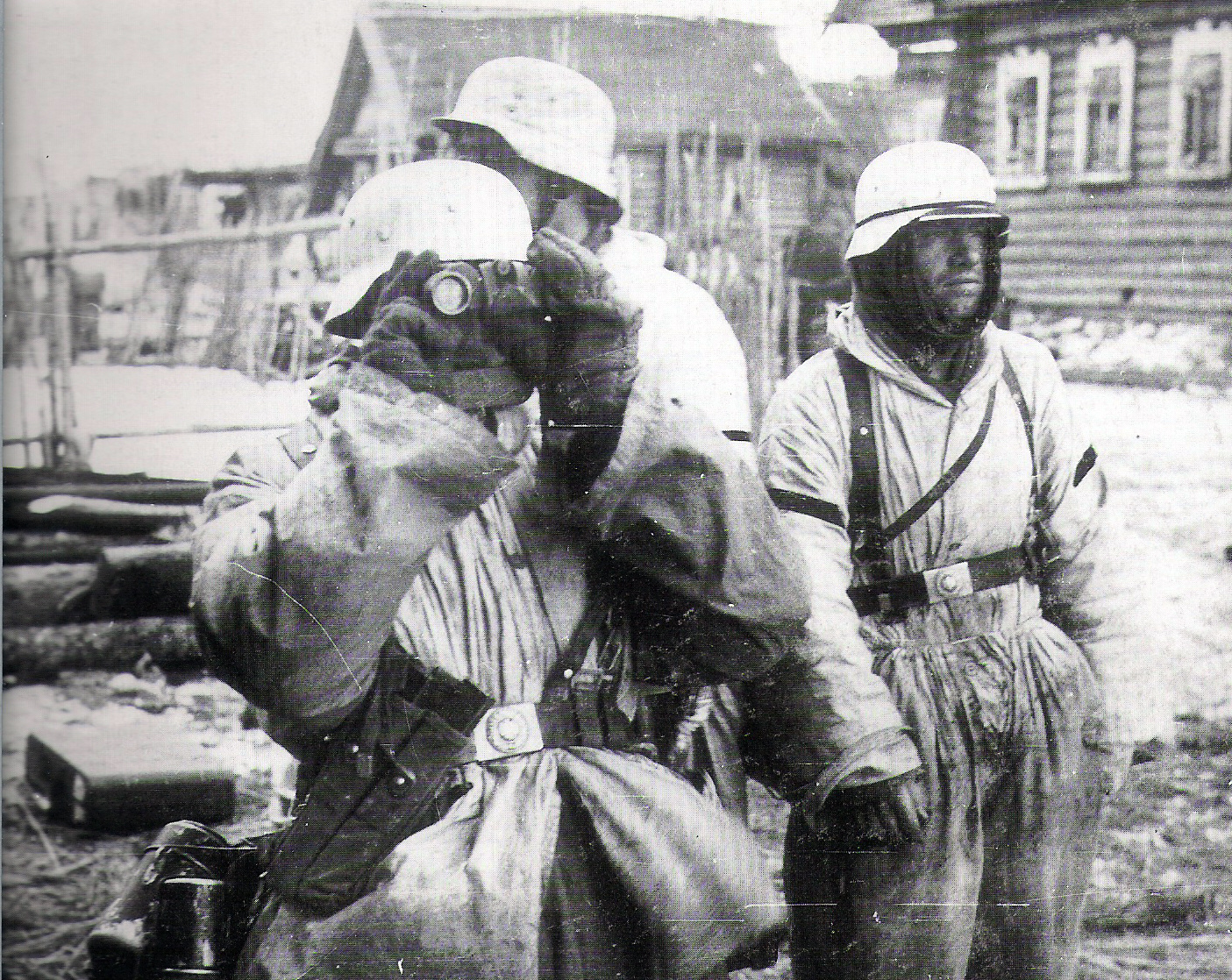
Infantería alemana durante la operación Wintergewitter

El 13 de diciembre, la 6.ª División Panzer entró en combate contra el 5.º Ejército de Tanques soviético, que estaba reduciendo las defensas alemanas alrededor del río Chir. Las fuerzas alemanas pudieron enfrentarse y derrotar a los blindados soviéticos cuando los primeros forzaron el cruce del río Aksái. Una gran batalla blindada comenzó alrededor del pueblo de Verkhne-Kumskiy. El pueblo estaba en la carretera que discurre de sura norte y era la más conveniente para avanzar hacia Stalingrado, mientras que la estepa árida alrededor estaba plagada de barrancos y barrancos cubiertos de nieve profunda, Verkhne-Kumskiy era inevitable para que grandes fuerzas blindadas se movieran hacia el norte hacia el río Myshkova. Del lado soviético, el 4.º Cuerpo Mecanizado de Vasili Volski también se dirigía a toda velocidad hacia el pueblo. El cuerpo aún no había tenido tiempo de reponerse de la graves pérdidas de personal y material sufridas después de las batallas ofensivas de noviembre; apenas pudo reunir 100 tanques operativos y otros 50 que necesitaban algún tipo de reparación. La mitad de estos eran T-34 capaces de oponerse en igualdad de condiciones a los Panzer III y IV, mientras que el resto eran T-70 ligeros, solo útiles contra infantería o vehículos ligeramente blindados. El camino hacia el 6.º Ejército rodeado estaba casi libre y si el 4.º Cuerpo Mecanizado no hubiera intervenido, Hoth habría tenido más posibilidades de llegar hasta Paulus.
Aunque sufrieron muchas pérdidas, las fuerzas soviéticas pudieron hacer retroceder a las tropas alemanas hasta las orillas del río Aksay al final del día, sin poder recuperar la ciudad. Las pérdidas sufridas por el Ejército Rojo en las cercanías de Verkhne-Kumskiy permitieron a la 6.ª División Panzer disfrutar de una breve superioridad en cuanto al número de tanques. La lucha por la localidad continuó durante tres días mientras el Ejército Rojo contraatacaba las cabezas de puente alemanas al otro lado del río Aksay y los defensores alemanes en la ciudad. Los germanos pudieron inmovilizar a los tanques soviéticos en Verkhne-Kumskiy y destruirlos usando cañones antitanque estratégicamente situados. Con el apoyo de la Luftwaffe, los alemanes lograron un éxito local y comenzaron a avanzar hacia el río Myshkova. La 6.ª División Panzer sufrió graves pérdidas durante su avance y se tomó un breve respiro después de la batalla para reacondicionarse. Se arreglaron algunas pequeñas averías en los tanques supervivientes y se reparó la mayoría de los tanques incapacitados durante los combates previos.

### Contraataque soviético; del 13 al 18 de diciembre.

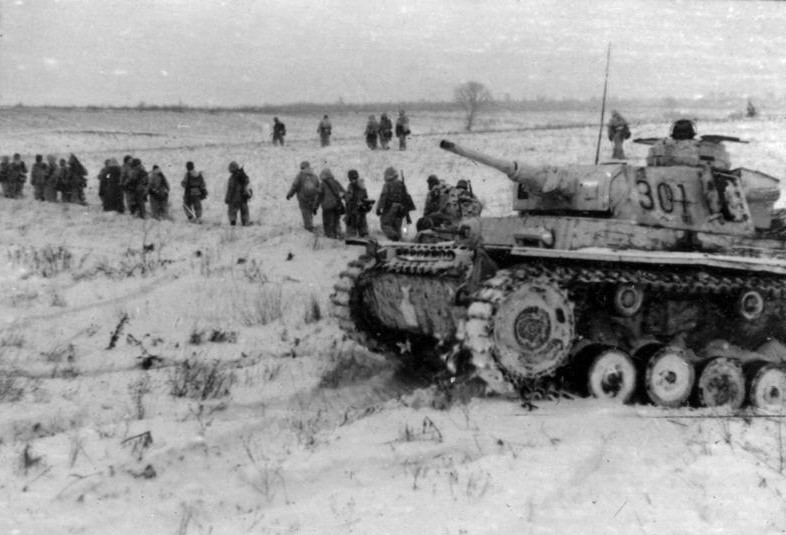
Tropas de los Panzergranaderos en diciembre de 1942, cuando ya se intuía el fracaso del plan alemán.

El ataque del 4.º Ejército Panzer obligó a la Stavka a recalcular sus objetivos con respecto a la operación Saturno y el 13 de diciembre Stalin su alto mando autorizaron el traslado del 2.º Ejército de Guardias del Frente Don al Frente de Stalingrado, donde estaría listo el 15 de diciembre. Este ejército tenía una fuerza de aproximadamente 90 000 soldados, organizados en tres cuerpos de fusileros de la Guardia (el 1.°, el 13.° y el 2.°). La Operación Saturno se retocó en sus objetivos y en su lugar se aprobó una versión más modesta llamada operación Pequeño Saturno, esta operación requería un avance contra el 8.º Ejército italiano, para posteriormente enfrentarse al Grupo de Ejércitos Don en la retaguardia. La ofensiva también se cambió de dirección de sur a sureste y la fecha de inicio se retrasó hasta el 16 de diciembre. El 4.° Cuerpo Mecanizado y el 13.° Cuerpo de Tanques continuaron contraatacando contra las fuerzas alemanas en las cercanías del río Aksái, tratando de retrasar su avance anticipándose a la llegada del 2.° Ejército de Guardias, que ya se hallaba de camino.
El 16 de diciembre de 1942 los 1.er y 3.er Ejércitos de la Guardia soviéticos, junto con el 6.º Ejército, lanzaron la operación Pequeño Saturno. A pesar de la obstinada resistencia de las tropas italianas, el Ejército Rojo pudo romper, al menos parcialmente, las líneas de defensa del 8.º Ejército italiano el 18 de diciembre. El avance, aunque pequeño y rápidamente contenido, resultó ser una amenaza para el flanco izquierdo del Grupo de Ejércitos Don, mientras que la ciudad de Rostov del Don estaba amenazada por el 3.er Ejército de Guardias. Esto y las pérdidas sufridas por las divisiones blindadas alemanas que se abrieron paso hasta el río Myshkova obligaron a Manstein a reconsiderar la ofensiva. Por lo que decidió que no podía defender su flanco izquierdo y al mismo tiempo continuar el intento de auxilio del 6.º Ejército. Aunque la 6.ª División Panzer pudo cruzar el río Myshkova en la noche del 19 de diciembre, el LVII Cuerpo Panzer aún no había hecho grandes avances contra la creciente oposición soviética, a pesar de la llegada de la 17.ª División Panzer; parecía que el cuerpo tendría que ponerse a la defensiva. La incursión soviética en Tatsinskaya logró destruir el aeródromo y varias docenas de aviones que la Luftwaffe utilizaba para enviar suministros a la bolsa de Stalingrado, lo que obligó a Manstein a ordenar al XLVIII Cuerpo Panzer que pasara a la defensiva, en lugar de reservarlo para reforzar sus fuerzas dirigidas hacia el avance a Stalingrado. Para empeorar las cosas para los alemanes, el 18 de diciembre, Hitler se negó a permitir que el 6.º Ejército comenzara una fuga hacia el resto del Grupo de Ejércitos Don, a pesar de las súplicas de Manstein.

### Retirada; del 19 al 24 de diciembre.
El 19 de diciembre, Manstein envió por avión a Stalingrado a su jefe de inteligencia, el mayor Eismann, para informar a Paulus sobre la difícil situación en que se encontraba el Grupo de Ejércitos Don y para que preparara a su ejército para la operación Trueno, sin embargo Manstein no deseaba asumir la responsabilidad de desobedecer directamente a Hitler. A pesar de que era su oficial superior se negó a dar unas directivas claras sobre que debía hacer el 6.º Ejército, sin duda esperaba que fuera Paulus quien tomara esa decisión. Este último no quedó impresionado, aunque estuvo de acuerdo en que la mejor opción seguía siendo una fuga lo antes posible. El jefe de Estado Mayor del 6.º Ejército, el mayor general Arthur Schmidt, argumentó que la fuga era inviable y, en cambio, sugirió que el Grupo de Ejércitos Don debía tomar las medidas necesarias para abastecer por aire con más suministros a las fuerzas del Eje atrapadas. A pesar de estar de acuerdo en lo esencial con Eismann, Paulus decidió que una fuga estaba fuera de toda discusión dada la extrema debilidad del 6.º Ejército y a las órdenes en contra de Hitler. Aunque ese día el LVII Cuerpo Panzer logró atravesar el río Aksái y acercarse a apenas 48 km del borde sur del frente del 6.° Ejército, las fuerzas alemanas atrapadas no intentaron unirse con las fuerzas de relevo. El coronel Wilhelm Adam señaló que los tanques del 6.º ejército solo tenían combustible para 30 km, después de lo cual necesitarían combustible y municiones adicionales para llegar hasta las tropas de Manstein.
Sin embargo, el 6.º Ejército simplemente no tenía la fuerza suficiente siquiera para intentar una fuga, con menos de 70 tanques operativos y suministros cada vez más escasos, mientras que su infantería, hambrienta y mal equipada, no estaba en condiciones de intentar un ataque en medio de la fuerte ventisca que se había desarrollado en los últimos días. El 23 de diciembre, Manstein ordenó a la 6.ª División Panzer que pusiera fin a su ofensiva y se redesplegara en el sur del río Chir, para reforzar las defensas allí contra la ofensiva soviética. Para el 24 de diciembre, el 4.º Ejército Panzer estaba en plena retirada, regresando a sus posiciones iniciales. El hecho de no poder abrirse paso hasta el 6.º Ejército y su negativa a intentar una fuga, provocó el colapso de la operación Tormenta de Invierno el 24 de diciembre, cuando el Grupo de Ejércitos Don asumió nuevamente una posición defensiva.

## Consecuencias

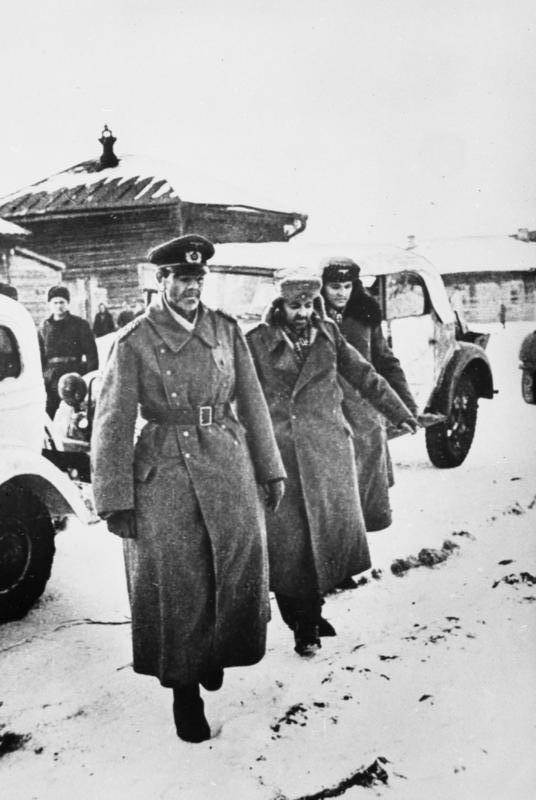
El mariscal Paulus junto a su ayudante Wilhelm Adam y el general Arthur Schmidt rumbo al cautiverio soviético el 31 de enero de 1943.

Con el esfuerzo de socorro alemán derrotado, Stavka pudo concentrarse con total libertad en la destrucción de las fuerzas del Eje cercadas en la ciudad de Stalingrado y la expansión hacia el oeste de la ofensiva de invierno soviética. El Ejército Rojo pudo reunir casi 150.000 efectivos y 820 tanques contra el 4.º Ejército Panzer en retirada y, aunque el 4.º Cuerpo Mecanizado de Vasili Volski (rebautizado como 3.º Cuerpo Mecanizado de la Guardia el 18 de diciembre de 1942) se retiró para ser reacondicionado, el 51.º Ejército, el 1.º Cuerpo de Fusileros de Guardias y el 7.º Cuerpo de Tanques atacaron a las unidades alemanas que se retiraban entre los ríos Mushkova y Aksái. En tres días, las unidades soviéticas atacantes atravesaron las posiciones defensivas rumanas que protegían el flanco del LVII Cuerpo Panzer y amenazaron al 4.º Ejército Panzer desde el sur, lo que obligó a los alemanes a continuar retirándose hacia el suroeste. Mientras tanto, el XLVIII Cuerpo Panzer, integrado principalmente por la 11.ª División Panzer, se esforzó por mantener su posición defensiva a lo largo del río Chir. A pesar de este éxito local, el XLVIII Cuerpo Panzer se apresuró a defender Rostov del Don cuando parecía inminente un avance soviético después del colapso parcial del 8.º Ejército italiano. Mientras el Ejército Rojo perseguía al 4.º Ejército Panzer en retirada hacia el río Aksai y atravesaba las defensas alemana en las orillas del río Chir, también comenzó a prepararse para la operación Anillo (la destrucción de las fuerzas del Eje en Stalingrado y alrededores).
Las fuerzas alemanas en Stalingrado pronto comenzaron a quedarse sin suministros, por lo que la carne de caballo se tuvo que utiliza para complementar las magras dietas que recibían los soldados. A finales de 1942, la distancia entre el 6.º Ejército y el resto de fuerzas alemanas fuera del cerco era de más de 65 km, y la mayoría de las formaciones alemanas en el área eran extremadamente débiles. La insistencia de Hitler en mantener Stalingrado hasta el final supuso la destrucción total del 6.º Ejército. El final de la ofensiva alemana también permitió al Ejército Rojo continuar en su empeño por aislar a las fuerzas alemanas en el Cáucaso, que comenzaría a mediados de enero. Por otro lado, el cerco del 6.º Ejército y las operaciones para destruirlo inmovilizaron a un número considerable de tropas soviéticas, lo que afectó las operaciones soviéticas en otros sectores.